# Zbor nupțial

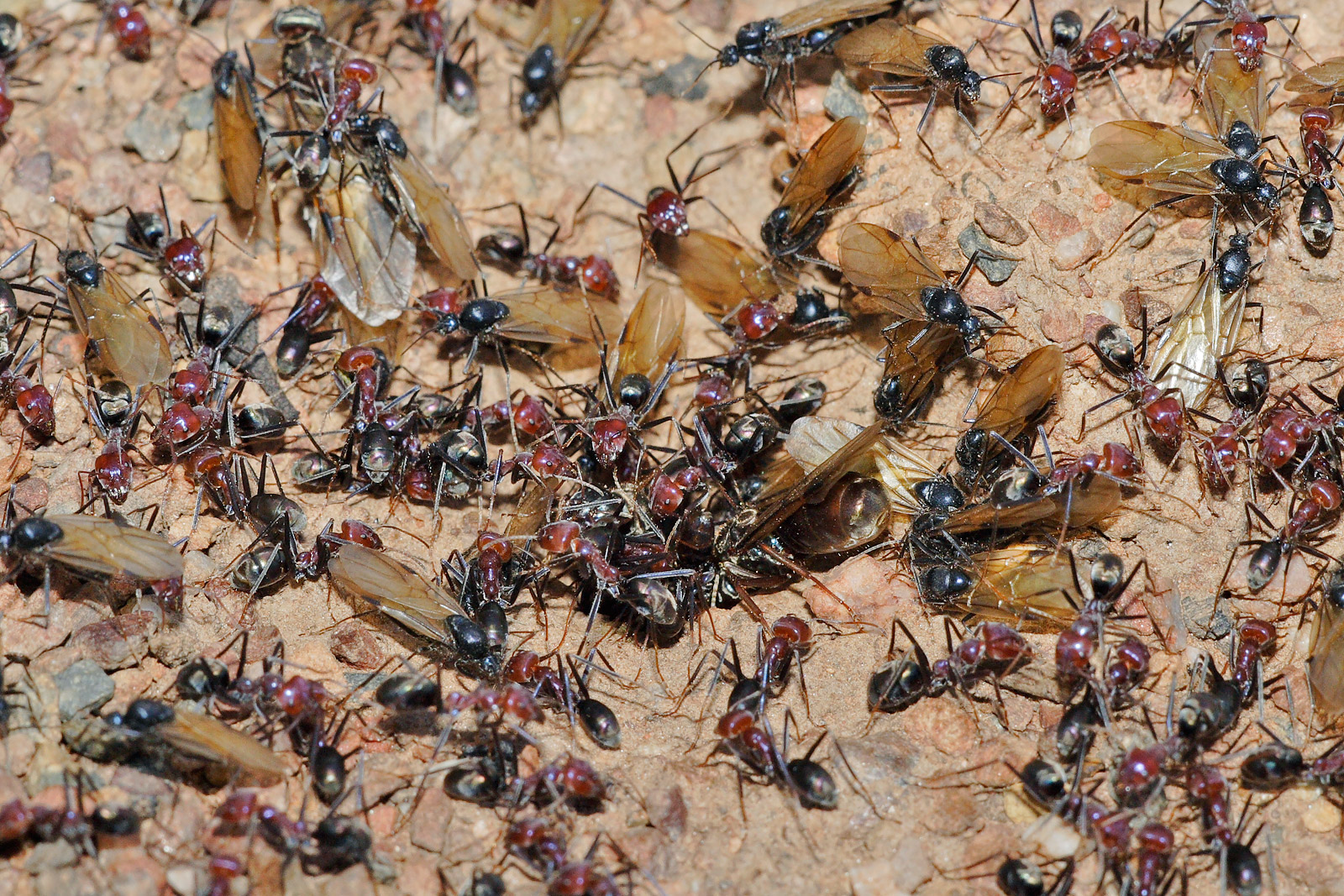
Furnica de carne — cuib roind

Zborul nupțial este o fază importantă în reproducerea majorității speciilor de furnici, termite și unele albine. De asemenea, este observată la unele specii de muște, cum ar fi Rhamphomyia longicauda.
În timpul zborului, reginele virgine se împerechează cu masculii apoi aterizează pentru a începe o nouă colonie sau, în cazul albinelor, continuă succesiunea unei colonii de stupi existente. 
Versiunea înaripată a furnicilor și termitelor este cunoscută sub numele de înaripate.

## Înainte de zbor

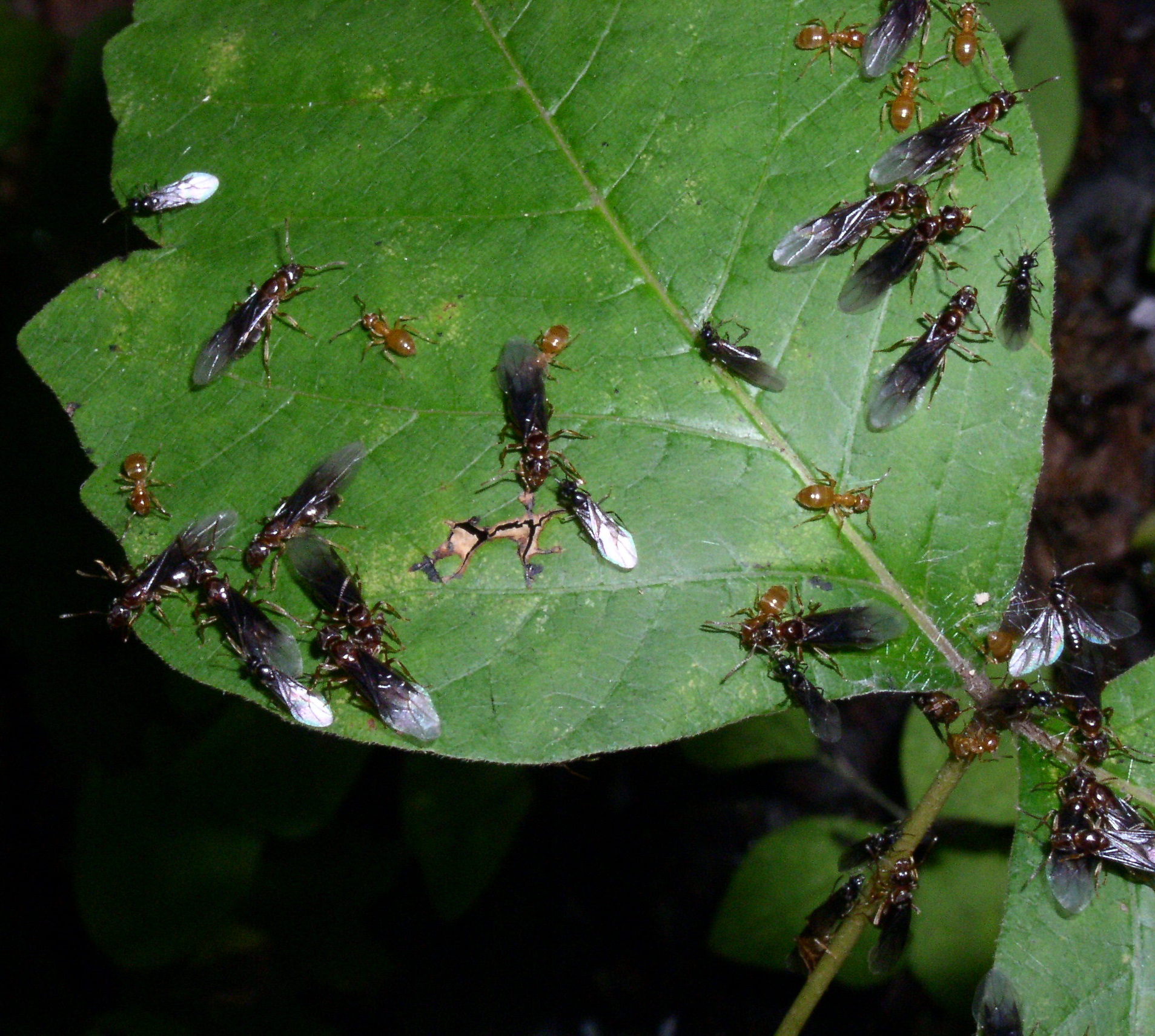
Furnica de luncă galbenă masculi și femele care se pregătesc pentru zborul nupțial

O colonie de furnici matură produce sezonier mătci și masculi virgine înaripate, numiți alate. Ovulele nefertilizate devin masculi. Ouăle fertilizate se transformă de obicei în muncitoare fără aripi, sterile, dar se pot dezvolta în mătci virgine dacă larva primește o atenție specială.
În câteva zile după ce au ieșit (închiși) din cazul pupa, bărbații sunt „convertiți rapid în rachete sexuale cu un singur scop”.Tinerii mătci și masculi rămân în colonia lor părintească până când condițiile sunt potrivite pentru zborul nupțial. Zborul necesită vreme senină, deoarece ploaia este perturbatoare pentru insectele zburătoare. Diferitele colonii ale aceleiași specii folosesc adesea indicii de mediu pentru a sincroniza eliberarea masculilor și a mătcilor, astfel încât să se poată împerechea cu indivizii din alte cuiburi, reducând astfel consangvinizarea. „Decolarea” reală din colonia părinte este, de asemenea, deseori sincronizată pentru a să-și copleșească prădătorii.